# Lądowisko Chojnice-Szpital
Lądowisko Chojnice-Szpital – lądowisko sanitarne w Chojnicach, w województwie pomorskim, położone przy ul. Leśnej 10. Przeznaczone jest do wykonywania startów i lądowań śmigłowców sanitarnych i ratowniczych w dzień i w nocy o dopuszczalnej masie startowej do 5700 kg. 
Zarządzającym lądowiskiem jest Szpital Specjalistyczny im. J. K. Łukowicza. W roku 2012 zostało wpisane do ewidencji lądowisk Urzędu Lotnictwa Cywilnego pod numerem 167
Oficjalne jego otwarcie nastąpiło 28 sierpnia 2012.